# Micropodabrus hualiensis
Micropodabrus hualiensis es una especie de coleóptero de la familia Cantharidae.

## Distribución geográfica
Habita en Taiwán.